# Sorok Sándor
Sorok Sándor József (Bácskossuthfalva, 1817. március 15. – Kúla, 1849. február 6.) Bács-Bodrog vármegyei szolgabíró, az 1848–49-es forradalom és szabadságharc mártírja.

## Felmenői, családja
A Sorok család régi nemesi család, amely I. Lipót magyar királytól 1688. szeptember 2-án Győr vármegyében kapott címeres nemeslevelet.
Ősei Győrből származnak. A család előbb Pestre költözött, ahol ükapaja, Sorok György Pest-Pilis-Solt-Kiskun vármegye katonája. Dédapja, Sorok István (Pest, 1722. július 04. - ) szintén vármegyei katonaként szolgált, majd családjával Szivácra költözött. Nagyapja, Sorok András (Zombor, 1752. december 31. - Bácsszentiván, 1829. augusztus 09.), akinek Győr vármegye 1756. március 10-én kelt bizonyítványa alapján 1782. szeptember 9-én hirdették ki nemességét.
Édesapja, Sorok Ferenc ( - Zombor, 1865. szeptember 12.) az 1805-ben meghirdetett nemesi felkeléskor Bács-Bodrog vármegye 2. lovasságának őrmestere, a vármegyétől 1826-ban nyert nemesi bizonyítványt, Bácsszentivánon volt jegyző, később Zombor város képviselő-testületének tagja. Édesanyja, nemes Szüllő Rozália ( - Zombor, 1857. április 12.). Szülei Bácsszentivánon 1806. november 4-én  kötöttek házasságot.
Testvérei:
- Anna férje: Bácsszentiván, 1830. október 11.[6] Mihálkovits József Zenta város jegyzője. Gyermekük, Mihálkovits István a Zentai Takarékpénztár igazgató elnöke, Zenta város polgármestere. Ükunokájuk, Szilágyi László genealógus.
- Eszter Katalin (Bácskossuthfalva, 1812. január 26. – ) férje: Bácsszentiván, 1834. augusztus 11.[7] nemes gyépey Garay Ferenc ( – Temesvár, 1885. február 17.)[8] uradalmi ispán, bánsági főpénztári ellenőr
- Terézia (Bácskossuthfalva, 1813. október 19. – Zombor, 1863. szeptember	20.) férje: Bácsszentiván, 1836. február 02.[9] nemes Jankovits János Nepomuk vármegyei tiszteletbeli esküdt
- János ( - Bácsszentiván, 1869. december 08.)[10] 1. felesége: Zombor, 1843. november 07. Hameder Anna ( - Bácsszentiván, 1859. november 03.)[11] 2. felesége: Grosser Emília ( - Bácsszentiván, 1864. január 16.)[12] 3. felesége: Müller Anna
- Karolina (Bácsszentiván, 1823. június 09. – Zombor, 1891. május 15.)[13] férje: Bácsszentiván, 1846. november 24.[14] nemes kisléghi Nagy József (Terezovác, 1820. március 13. - Zombor, 1894. június 9.)[15] szolgabíró Bács-Bodrog vármegye Palánkai járásában
- Flóra (Bácsszentiván, 1825. április 12. – Hódság, 1907. április 18.)[16] férje: Bácsszentiván, 1843. november 28.[17] Kristofek Elek (Kerény, 1811. július 7. - ) az 1848–49-es forradalom és szabadságharcban hadnagyként szolgált

Sorok Sándor 1844. május 20-án Szabadkán vette feleségül nemes bajsai Vojnits Mihály és nemes bajsai Vojnits Anna lányát, nemes bajsai Vojnits Borbálát ( - Szabadka, 1844. augusztus 14.). Házasságukból nem született gyermek.
Első felesége korai halála után Sorok Sándor 1848. május 29-én Bácsborsódon vette feleségül nemes borsódi Latinovits Szaniszló vármegyei pénztárnok és nemes Gábry Anna lányát, nemes borsódi Latinovits Rozáliát (Bácsborsód, 1819. augusztus 14. - Budapest, 1877. május 21.). Házasságukból nem született gyermek.

## Életpályája
Pályája gyorsan felívelt. Bács-Bodrog vármegye 1838-as tisztújításán választották első alkalommal a vármegye tiszteletbeli esküdtjévé, tisztségében 1841-ben megerősítették. 1844-ben raktári biztosként említik. 1845. május 7-én választották a vármegye esküdtjévé. 1848. július 14-től szolgabíró.

## Az 1848-49-es események
A szabadságharc során a magyar csapatok 1849. január végére feladták Bácskát. A szerb csapatok értesültek a magyar hadtest elvonultáról és haladéktalanul három hadoszlopban tartottak fel felé. Az egyik hadoszlop Kúla felé tartott, a 3000 fős szerb csapat január 28-án foglalta el a települést. Sorok Sándor 1849. január 22-én esküdtjével Hódságra ment hivatali ügyek intézése érdekében. Hódságon a német lakosság felbőszült a szolgabíró ellen és a betörő szerb csapatok segítségével elfogták öt másik társával együtt és Kúlára vitték a szerb választmány elé. Kúlán a Kosztics Sándor elnöklete alatt összeült haditörvényszék Sorok Sándor szolgabírót, Vidákovics György vármegyei esküdtet és Fitos István vármegyei aljegyzőt akasztás általi, Zdrahál János, Fogt József és Borovszky József kincstári hivatalnokokat golyó általi halálra ítélte. A kivégzéseket 1849. február 6-án hajtották végre. A holttesteket a kivégzés helyén jelöletlen sírba temették. Bácska felszabadításában nagy érdemet vívott ki magának Perczel Miklós, aki felesége, nemes borsódi Latinovits Hermina (Bácsborsód, 1818. július 19. - Baja, 1901. március 2.) révén sógora volt Sorok Sándor szolgabírónak. A hadvezér Hódságra, a sógora halálában részes településre nagy hadisarcot vetett ki. Bácska felszabadítását követően, 1849. május 16-án Langvieser József kúlai prépost-plébános a hat mártírt kiásatta, koporsóba tettette és egyházi szertartás szerint eltemette.

## Származása
| nemes Sorok Sándor (Bácskossuthfalva, 1817. március 18. – Kúla, 1849. február 6.) Bács-Bodrog vármegye szolgabírója | Apja: nemes Sorok Ferenc ( – Zombor, 1865. szeptember 12.) bácsszentiváni jegyző, Zombor város képviselő-testületének tagja | Apai nagyapja: nemes Sorok András (Zombor, 1752. december 31. – Bácsszentiván, 1829. augusztus 9.) | Apai nagyapai dédapja: nemes Sorok István (Pest, 1722. július 4. – ) vármegyei katona |
| nemes Sorok Sándor (Bácskossuthfalva, 1817. március 18. – Kúla, 1849. február 6.) Bács-Bodrog vármegye szolgabírója | Apja: nemes Sorok Ferenc ( – Zombor, 1865. szeptember 12.) bácsszentiváni jegyző, Zombor város képviselő-testületének tagja | Apai nagyapja: nemes Sorok András (Zombor, 1752. december 31. – Bácsszentiván, 1829. augusztus 9.) | Apai nagyapai dédanyja: Török Ilona                                                   |
| nemes Sorok Sándor (Bácskossuthfalva, 1817. március 18. – Kúla, 1849. február 6.) Bács-Bodrog vármegye szolgabírója | Apja: nemes Sorok Ferenc ( – Zombor, 1865. szeptember 12.) bácsszentiváni jegyző, Zombor város képviselő-testületének tagja | Apai nagyanyja: nemes Balogh Erzsébet                                                              | Apai nagyanyai dédapja: nemes Balogh István bellyei uradalmi tiszttartó               |
| nemes Sorok Sándor (Bácskossuthfalva, 1817. március 18. – Kúla, 1849. február 6.) Bács-Bodrog vármegye szolgabírója | Apja: nemes Sorok Ferenc ( – Zombor, 1865. szeptember 12.) bácsszentiváni jegyző, Zombor város képviselő-testületének tagja | Apai nagyanyja: nemes Balogh Erzsébet                                                              | Apai nagyanyai dédanyja:                                                              |
| nemes Sorok Sándor (Bácskossuthfalva, 1817. március 18. – Kúla, 1849. február 6.) Bács-Bodrog vármegye szolgabírója | Anyja: nemes Szüllő Rozália ( – Zombor, 1857. április 12.)                                                                  | Anyai nagyapja:                                                                                    | Anyai nagyapai dédapja:                                                               |
| nemes Sorok Sándor (Bácskossuthfalva, 1817. március 18. – Kúla, 1849. február 6.) Bács-Bodrog vármegye szolgabírója | Anyja: nemes Szüllő Rozália ( – Zombor, 1857. április 12.)                                                                  | Anyai nagyapja:                                                                                    | Anyai nagyapai dédanyja:                                                              |
| nemes Sorok Sándor (Bácskossuthfalva, 1817. március 18. – Kúla, 1849. február 6.) Bács-Bodrog vármegye szolgabírója | Anyja: nemes Szüllő Rozália ( – Zombor, 1857. április 12.)                                                                  | Anyai nagyanyja:                                                                                   | Anyai nagyanyai dédapja:                                                              |
| nemes Sorok Sándor (Bácskossuthfalva, 1817. március 18. – Kúla, 1849. február 6.) Bács-Bodrog vármegye szolgabírója | Anyja: nemes Szüllő Rozália ( – Zombor, 1857. április 12.)                                                                  | Anyai nagyanyja:                                                                                   | Anyai nagyanyai dédanyja:                                                             |